# Centrum Kulturalne Białorusi w Warszawie
Centrum Kulturalne Białorusi w Warszawie (Культурны Цэнтр Беларусі ў Варшаве) − instytucja promocji kultury białoruskiej w Warszawie.
Centrum zostało powołane w 2008, jako pierwsza tego typu placówka zagraniczna Białorusi, z siedzibą w Białymstoku przy ul. Modlińskiej 2. W 2011 Centrum przeniesiono do Warszawy, gdzie mieściło się przy ul. Królowej Marysieńki 66, obecnie w budynku ambasady przy ul. Wiertniczej 58 (2021).
Centrum działa na rzecz szerzenia wiedzy o Białorusi, przybliżając język i kulturę białoruską oraz ułatwiając wymianę kulturalną pomiędzy Polską i Białorusią.